# Kostel Povýšení svatého Kříže (Knínice)
Kostel Povýšení svatého Kříže se nachází na v centru obce Knínice. Je to filiální kostel římskokatolické farnosti Budeč. Jde o jednolodní barokní stavbu s přilehlou budovou sýpky a čtyřbokou hranolovou věží při východní stěně kostela. Kostel je součástí bývalé jezuitské rezidence. Kostel je chráněn jako kulturní památka České republiky.

## Historie
Knínice původně patřily jezuitům z Telče, ti od roku 1654 byli nájemci Knínic, proto později postavili kostel a klášter. Kostel byl postaven jako součást jezuitské rezidence či kláštera v roce 1717, ke kostelu byla přímo přistavěna budova někdejší sýpky. Sýpka měla sloužit dříve jako obytná budova kláštera. Během první světové války, v roce 1917, byly rekvírovány dva zvony z věže kostela, nové zvony byly do kostela pořízeny až v roce 2016. Vysvěceny byly 9. dubna 2016, kdy první zvon je zasvěcen jménu svatých Cyrila a Metoděje, druhý zvon byl zasvěcen svatému Ignáci z Loyoly a svatému Františku Xaverskému.